# John Charles Phillips
John Charles Philipps (* 5. November 1876 in Boston; † 14. November 1938 nahe Exeter im Süden von New Hampshire) war ein US-amerikanischer Jäger, Zoologe, Ornithologe und Umweltschützer.

## Leben und Wirken
Sein Vater, der Geschäftsmann John Charles Phillips, Jr. (1838–1885), heiratete am 23. Oktober 1874 Anna Tucker in London. Phillips selbst war ein Urenkel von John Phillips (1770–1823), dem ersten Bürgermeister von Boston, und ein Großneffe von Wendell Phillips (1811–1884).
Seine Ausbildung am College bekam er an der Milton Academy und machte 1899 seinen Hochschulabschluss an der zur Harvard University angegliederten Lawrence Scientific School. Er besuchte die Harvard Medical School, die er 1904 mit dem Doktor der Medizin abschloss. Er begann eine zweijährige Stelle als Arzt im Praktikum am Boston City Hospital, an dem er aber Medizin nie professionell praktizierte. Am 11. Januar 1908 heiratete er Eleanor Hyde, die aus Bath, Maine stammte. Mit ihr hatte er die Kinder John Charles, Madelyn, Eleanor und Arthur. Seine Frau, drei seiner Kinder sowie die Brüder William und George Wendell, die Schwestern Anna Bolling und Martha Peters überlebten ihn.
Mit dem Ausbruch des Ersten Weltkrieges wollte Phillips sein Medizinwissen in den Dienst der Nation stellen. Im November 1915 trat er deshalb dem Second Harvard Surgical Corps bei. Er wurde zum Ehrenleutnant des Royal Army Medical Corps ernannt und dem generellen Krankenhaus Nr. 2 der British Expeditionary Force zugeordnet. Als er diesen Dienst beendet hatte, kehrte er nach Hause zurück. Als im September 1917 die USA in den Krieg eintraten, wurde Philips als erster Leutnant des Medical Corps der US-Streitkräfte eingezogen. Noch im Dezember des gleichen Jahres wurde er zum Hauptmann und im Mai 1918 zu Major befördert. Hier agierte er als kommandierender Offizier des 33. Feldlazaretts der vierten Division des Berufsheers. Er war Teil von drei bedeutenden Schlachten in Frankreich und Teil der Armee die zur Besetzung Deutschlands führte. Im Juli 1919 kehrte er nach sechsundzwanzig Monaten Kriegsdienst in die USA zurück.

## Phillips, der Zoologe, Jäger und Umweltschützer

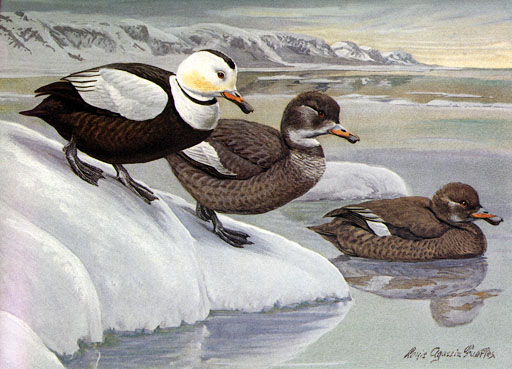
Darstellung von Labradorenten. Von links nach rechts: Männchen, juveniles Männchen, Weibchen. Illustration Louis Agassiz Fuertes in seinem Werk A Natural History of Ducks, 1922

Schon in früher Jugend entwickelte er ein großes Interesse an der Natur, wobei er gerne jagte, angelte und Kajak fuhr. So lernte er früh das selbständige Reisen, eine Erfahrung, die ihm später bei fernen Exkursionen half. Im Jahr 1915 publizierte er selbst finanziert Boy journals, 1887–1892, ein Werk über seine wichtigsten Erfahrungen aus seiner Jugend.
In verschiedenen kurzen Reisen besuchte er den Westen der Vereinigten Staaten und Kanadas. Im Jahr 1900 publizierte er erstmals zwei kurze Artikel über seine Jagderlebnisse am Wenham Lake sowie über Dickhornschafe (Ovis canadensis) in Wyoming. Das Gebiet des Glacier-Nationalparks faszinierte ihn schon vor der Zeit als dieser unter Schutz gestellt wurde, und so tragen viele geographische Besonderheiten heute den Namen, den er ihnen damals zugewiesen hatte. Im Jahr 1896 begleitete er Robert Edwin Peary (1856–1920) auf seinen Grönlandexpeditionen. Zehn Jahre später besuchte er mit seinem Freund Theodore Lyman (1874–1954) Japan und dessen Kolonie Chōsen mit einem Streifzug in den Süden Chinas, um dort Tiger zu jagen. Weitere Exkursionen, die er zusammen mit Glover Morrill Allen (1879–1942) unternahm, waren zwischen 1912 und 1913 ins Tal des Blauen Nils und an die Grenze von Äthiopien, sowie 1914 auf die Sinai-Halbinsel und Palästina. Von beiden brachte er wichtige Vogel- und Säugetiersammlungen mit, die dem Louis Agassiz Museum of Comparative Zoology (MCZ) überreicht wurden. Andere Reisen brachten ihn in entlegene Gegenden von Nordamerika wie Neufundland, Alaska und Niederkalifornien oder er jagte im Winter in den Bergen Arizonas Pumas und Nabelschweine. Im Jahr 1938 besuchte er mit Thomas Barbour (1884–1946) Kuba und Florida. Seine letzte längere Reise führte ihn mit seiner Frau und seinem Sohn John in den Jahren 1923 bis 1924 nach Kenia über Uganda und den Osten von Belgisch-Kongo, um afrikanisches Wild in seinem natürlichen Habitat zu jagen, das von kargen Ebenen bis hin zu dichten Wäldern variierte. So war er auch erster Sekretär des Harvard Travellers Clubs.
Im Jahr 1932 publizierte er auf eigene Kosten eine Liste seiner Publikationen, die damals 169 Titel umfasste. Später kamen noch 35 weitere Publikationen dazu. Beide sind heute im Besitz des MCZ. Waren die ersten Publikationen von der Jagd und Freilandbeobachtungen geprägt, verlagerte er später sein Interesse auf Studien auf genetischen Fragen mit gelegentlichen Tier- und Systematikfragen. Hier waren es insbesondere die Enten und Gänse, die ihn beschäftigten. Später rückte für ihn mehr und mehr der Artenschutz in den Vordergrund. Es waren vor allem die Wasservögel, die seinen Forschungsschwerpunkt bildeten. Am Ufer des Wenham Lake beobachtete er Ankunft, Abflug, Veränderungen und Fluktuationen von Gänsen und Enten. Auch wenn er passionierter Jäger war, betrachte er die Natur als Erbe für zukünftige Generationen und versuchte sie an den Stellen zu schützen, wo er es als angebracht ansah. Das brachte ihm nicht nur Freunde unter seinen Sportkollegen.
Im Jahr 1910 erschien sein erster Artikel in The Auk, der vom Vogelzug der Kanadagänse (Branta canadensis) im Herbst im Osten von Massachusetts handelte, denen dann in den folgenden Jahren weitere Berichte über das Zugverhalten von Wasservögeln folgten. Mit William Ernest Castle (1867–1962) publizierte er 1911 ein Artikel über die Keimzellgewebetransplantation bei Meerschweinchen, den sie 1913 um weitere Erkenntnisse erweiterten. Zusammen mit Clarence Cook Little (1888–1971) publizierte er im gleichen Jahr über die Kreuzung mendelscher Merkmale bei Mäusen. Es folgten einige Studien über Hybridisierung bei Enten (z. B. A further study of size inheritance in ducks with observations on the sex ratio of hybrid birds) und Fasanen (z. B. Reciprocal Crosses between Reeves's Pheasant and the Common Ring-Neck Pheasant Producing Unlike Hybrids). Zu Hause hielt er sich eine beträchtliche Sammlung lebender Wasservögel, Fasanen und Kraniche. Seit 1915 beschäftigte er sich mehr und mehr mit dem Artenschutz. So äußerte er sich z. B. in seinem Artikel The Missouri Campaign darüber, wie sich der mittlere Westen gegen das Bundesgesetz für Zugvögel organisierte oder in Conservation of Mammals and Birds zum Schutz von Säugetieren und Vögeln. Sein bedeutendstes Werk wurden aber seine vier Bände, die unter dem Titel A natural history of the ducks zwischen 1922 und 1926 veröffentlicht wurden und an denen Nagamichi Kuroda (1899–1978), Frank Weston Benson (1862–1951), Allan Cyril Brooks (1869–1946), Louis Agassiz Fuertes (1874–1927), Henrik Grönvold (1858–1940) und Shigezaku Kobayashi mitgewirkt hatten. Im Jahr 1927 wurde ihm hierfür die William-Brewster-Medaille verliehen. In Zusammenarbeit mit Frederick Charles Lincoln (1892–1960) folgte 1930 mit American Waterfowl ein wichtiges Buch über die damalige Situation von Wasservögeln und ihrer Zukunft.
Seine vielseitigen Interessen spiegelten sich auch in geschichtlichen Abrissen der Naturkunde wider. So publizierte er über das Leben von Leonard Baldner in The Auk und auf eigene Kosten über George Washington, John Rowe und George Henry Mackay bzw. 1930 genereller mit Classics of the American Shooting Field. Für nachfolgende Generationen war auch die Zusammenstellung von historischen Büchern zu diesem Thema, das unter dem Titel American Game Birds and Mammals: A Catalogue of Books, 1582 to 1925: Sport, Natural History, and Conservation veröffentlicht wurde, von unschätzbarem Wert.

## Mitgliedschaften und Ehrungen
Neben seinen Publikation machte er sich in andere öffentlichen Ämtern verdient. So war er Forschungskurator am MCZ, dem er viele Male großzügige Geschenke in Form von Tierpräparaten zukommen ließ. Seit 1931 war er Mitglied der Fakultät des Peabody-Museums in Cambridge und für viele Jahre Präsidenten des Stiftungsrats des Peabody Essex Museum in Salem. Er engagierte sich in der Boston Society of Natural History und diente dort Jahre lang als Kurator. Er war Vorsitzender des Massachusetts Conservation Council und sechs Jahre Präsident der Massachusetts Fish and Game Association. Als Gründer der American Committee for International Wild Life Protection hatte er sieben Jahre das Amt des Vorsitzenden inne und besuchte als Gasthörer viele internationale Konferenzen zum Artenschutz. 1915 wählte man ihn in die American Academy of Arts and Sciences. 1919 wurde er zum Mitglied des Boone and Crockett Club gewählt für den er zwischen 1928 und 1932 als Vizepräsident diente und für den er viele Jahre im Editoren Gremium saß. 1904 wurde er Mitglied der American Ornithologists’ Union, in der er 1925 zum Fellow gewählt wurde. Obwohl er selten an Treffen des Nuttall Ornithological Club teilnehmen konnte, wurde er zum Ehrenmitglied ernannt. Zum Zeitpunkt seines Todes war er Direktor der National Audubon Society.

## Dedikationsnamen
Outram Bangs (1863–1932) ehrte ihn 1886 durch die Benennung einer Unterart der Wanderdrossel (Turdus migratorius phillipsi). Die von Winthrop Spargue Brooks (1887–1965) beschriebene Art Anthus phillipsi gilt heute als Synonym für die Unterart Anthus correndera grayi Bonaparte, 1850 der Correnderapieper. Thomas Barbour (1884–1946) benannte 1913 eine Schlangenart Atractaspis phillipsi und 1914 eine Leptothyphlops philippsi (heute ein Synonym für Myriopholis macrorhyncha (Jan, 1860)) 1939 widmete Francis Harper (1886–1972) dem Verstorbenen den Namen des Blessbocks (Damaliscus pygargus philippsi). Mit einer Unterart des Serval (Leptailurus serval phillipsi) bedachte ihn Glover Morrill Allen (1879–1942) im Jahr 1914. William Morton Wheeler (1865–1937) und William Montana Mann (1886–1960) nannten 1916 eine Ameisenart Aphaenogaster phillipsi, die während einer Expedition von Phillips in Palästina gesammelt wurde.

## Erstbeschreibungen durch John Charles Philipps
Philipps hat zahlreiche Arten und Unterarten, die neu für die Wissenschaft waren, beschrieben. Dabei arbeitete er auch mit Bangs zusammen. Zu den Arten und Unterarten gehören chronologisch u. a.:
- Sprenkelkauz (Ciccaba virgata tamaulipensis (Phillips, JC, 1911))
- Brillensibia (Actinodura ramsayi yunnanensis Bangs & Phillips, JC, 1914)
- Finkenbülbül (Spizixos canifrons ingrami Bangs & Phillips, JC, 1914)
- Fleckenscherenschwanz (Enicurus maculatus bacatus Bangs & Phillips, JC, 1914)
- Langschwanz-Mennigvogel (Pericrocotus ethologus Bangs & Phillips, JC, 1914)
- Langschwanz-Mennigvogel (Pericrocotus ethologus favillaceus Bangs & Phillips, JC, 1914)
- Rotbauch-Blauschnäpper (Niltava sundara denotata Bangs & Phillips, JC, 1914)
- Rothalssäbler (Pomatorhinus ruficollis reconditus Bangs & Phillips, JC, 1914)
- Rotkehl-Buschwachtel (Arborophila rufogularis euroa (Bangs & Phillips, JC, 1914))
- Schwarzstrichelsäbler (Pomatorhinus gravivox odicus Bangs & Phillips, JC, 1914)
- Streifenbülbül (Pycnonotus striatus paulus (Bangs & Phillips, JC, 1914))
- Kelpgans (Chloephaga hybrida malvinarum Phillips, JC, 1916)

## Werke (Auswahl)
- On Eastern Waters. In: Forest and Stream. Band 54, 1900, S. 167 (online [abgerufen am 31. Januar 2016]).
- After sheep in Wyoming. In: Forest and Stream. Band 54, 1900, S. 247 (online [abgerufen am 31. Januar 2016]).
- Notes on the Autumn Migration of the Canada Goose in Eastern Massachusetts. In: The Auk. Band 27, Nr. 3, 1910, S. 263–271 (englisch, online [PDF; 416 kB; abgerufen am 31. Januar 2016]).
- A Years' Collecting in the State of Tamaulipas, Mexico. In: The Auk. Band 28, Nr. 1, 1911, S. 67–89 (englisch, online [PDF; 945 kB; abgerufen am 31. Januar 2016]).
- mit William Ernest Castle: On germinal transplantation in vertebrates (= Carnegie Institution of Washington publication. Nr. 144). Carnegie institution of Washington, Washington, D. C. 1911 (online [abgerufen am 31. Januar 2016]).
- A new puma from Lower California. In: Proceedings of the Biological Society of Washington. Band 25, 1912, S. 85–86 (online [abgerufen am 31. Januar 2016]).
- Further experiments on ovarian transplantation in guinea pigs. In: Science. Band 38, Nr. 7, 1913, S. 783–786, doi:10.1126/science.38.987.783.
- Reciprocal Crosses between Reeves's Pheasant and the Common Ring-Neck Pheasant Producing Unlike Hybrids. In: The American Naturalist. Band 47, Nr. 563, 1913, S. 701–704, JSTOR:2455407.
- Clarence Cook Little: A Cross Involving Four Pairs of Mendelian Characters in Mice. In: The American Naturalist. Band 47, Nr. 564, 1913, S. 760–762, JSTOR:2455531.
- mit William Ernest Castle: Piebald rats and selection; an experimental test of the effectiveness of selection and of the theory of gametic purity in Mendelian crosses (= Carnegie Institution of Washington publication. Nr. 195). Carnegie institution of Washington, Washington, D. C. 1914 (online [abgerufen am 31. Januar 2016]).
- A further study of size inheritance in ducks with observations on the sex ratio of hybrid birds. In: Journal of Experimental Zoology. Band 16, Nr. 1, 1914, S. 131–148, doi:10.1002/jez.1400160105.
- mit Outram Bangs: Notes on a collection of birds from Yunnan. In: Bulletin of the Museum of Comparative Zoology at Harvard College. Band 58, Nr. 6, 1914, S. 267–302 (online [abgerufen am 31. Januar 2016]).
- Boy journals, 1887-1892. Cosmos Press, Cambridge 1915.
- A New Form of Chloëphaga hybrida. In: The Auk. Band 33, Nr. 4, 1916, S. 423–424 (englisch, online [PDF; 66 kB; abgerufen am 31. Januar 2016]).
- The Missouri Campaign. In: Outing. Band 69, 1916, S. 77–78.
- mit Outram Bangs: A new race of Pelzelns Weaver-Finch. In: Occasional papers of the Boston Society of Natural History. Band 5, 1925, S. 177 (online [abgerufen am 31. Januar 2016]).
- mit Frank Weston Benson, Allan Cyril Brooks, Louis Agassiz Fuertes: A natural history of the ducks. Band 1. Houghton Mifflin Company, Boston 1922 (online [abgerufen am 31. Januar 2016]).
- mit Frank Weston Benson, Allan Cyril Brooks, Louis Agassiz Fuertes, Henrik Grönvold: A natural history of the ducks. Band 2. Houghton Mifflin Company, Boston 1923 (online [abgerufen am 31. Januar 2016]).
- mit Frank Weston Benson, Allan Cyril Brooks, Louis Agassiz Fuertes: A natural history of the ducks. Band 3. Houghton Mifflin Company, Boston 1925 (online [abgerufen am 31. Januar 2016]).
- Leonard Baldner, Seventeenth Century Sportsman and Naturalist. In: The Auk. Band 42, Nr. 3, 1925, S. 332–341 (englisch, online [PDF; 515 kB; abgerufen am 31. Januar 2016]).
- in George Bird Grinnell, Charles Sheldon: Conservation of our mammals and birds in Hunting and Conservation, the Book of the Boone and Crockett Club. Yale University Press, New Haven, CT 1925, S. 29–65.
- mit Nagamichi Kuroda, Frank Weston Benson, Allan Cyril Brooks, Louis Agassiz Fuertes, Henrik Grönvold, Shigezaku Kobayash: A natural history of the ducks. Band 4. Houghton Mifflin Compa.
- George Washington, Sportsman. The Cosmos Press, Cambridge 1928.
- John Rowe, an Eighteenth Century Boston Angler. The Cosmos Press, Cambridge 1929.
- The Shooting Journal of George Henry Mackay 1865-1922. The Cosmos Press, Cambridge 1929.
- Classics of the American Shooting Field. Houghton Mifflin Harcourt Co., Boston 1930.
- American Game Birds and Mammals: A Catalogue of Books, 1582 to 1925: Sport, Natural History, and Conservation. Hughton Miffin, New York 1930.
- mit Frederick Charles Lincoln: American Waterfowl; Their Present Situation and the Outlook for Their Future. Houghton Mifflin Company, New York 1930.
- Publications by John C. Phillips from 1900–1932. Privat, NA 1932.
- John Eliot Thayer. 1862–1933. In: The Auk. Band 51, Nr. 1, 1934, S. 46–52 (sora.unm.edu [PDF; 278 kB]).
- Wenham Great Pond. Peabody Museum, Salem, Massachusetts 1938.